# Kínafa
A kínafa (Cinchona), más néven kininfa, vagy jezsuitakéregfa a tárnicsvirágúak (Gentianales) rendjébe és a buzérfélék (Rubiaceae) családjába tartozó nemzetség.
Ecuador és Peru nemzeti fája.

## Neveinek eredete
A Cinchona nevet 1742-ben Linné adta Chinchon grófné története után.
A legenda szerint Luis Jerónimo Fernández de Cabrera Bobadilla Cerda y Mendoza Chinchón  perui alkirály felesége, Anna Condeza de Chinchón grófnő 1638-ban maláriás lett. Nagyon magas láza volt, az orvosok nem tudtak segíteni rajta.
Egyes verziók szerint egy katona hozta neki a kínafa kérgéből őrölt port, akit az indiánok gyógyítottak meg két évvel korábban, más verzió szerint egy bolíviai bíró küldte a szert, megint más verzió szerint egy kecsui sámán kininfa kéregből főzött teája gyógyította meg a grófnőt, aki ezután maga is próbálta gyógyszerként népszerűsíteni a szert, majd később Spanyolországba exportálni.
Spanyolországban ezért polvo de la condesaként (a grófnő poraként) terjedt el, majd később a jezsuiták kereskedni kezdtek a porral és utánuk jezsuita porra változott a szer elnevezése.
Egyes feljegyzések szerint a jezsuiták által került Spanyolországba, ezért kapta ezt a nevet.
A drog neve valójában az óperui kina szóból származik, amelynek jelentése kéreg (kina-kina: nagyon értékes kéreg), a kecsua quina-quiná jelentése „a kérgek kérge”.
A szót nem egyformán, de elég hasonlóan írták. A franciák quinquinanak, az olaszok quina-quinának, vagy thina-chinának, később már csak chinának, a lengyelek qwinnának, a svédek és hollandok kínának, az angolok és az oroszok pedig lázgyökérnek vagy perui gyökérnek nevezték.
Hivatalosan először Pulvo de la Condesa néven vált ismertté, 1667-ben a Londoni Pharmacipoeiában pedig Cortex Peruanus néven említik.

## Előfordulása
Közép- és Dél-Amerikában, az Andok keleti, magasabb hegyvidéki trópusi erdőiben található vadon, valamint nagy területeken termesztett is, a különböző fajták egymással könnyen kereszteződnek.
Természetes élőhelyén az Andok lejtőjén, az északi szélesség 10. és a déli szélesség 19. foka által határolt fennsíkon található, a mai Venezuela, Kolumbia, Ecuador és Bolívia területén.

## Megjelenése
15-25 méter magas, a kávéval rokon örökzöld trópusi fa.
Kérge (ebből vonják ki a kinint) szürkésbarna színű, belül vörösesbarna, rostos.
Leveleik nagyok, szélesek, lehetnek oválisak, vagy lándzsásak. Bugákban csoportosuló, apró, illatos virágaik általában rózsaszínűek, vagy sárgásfehérek, de előfordulnak piros színűek is.
Termése apró magokat tartalmazó toktermés.

## Gyógyhatásainak felfedezése

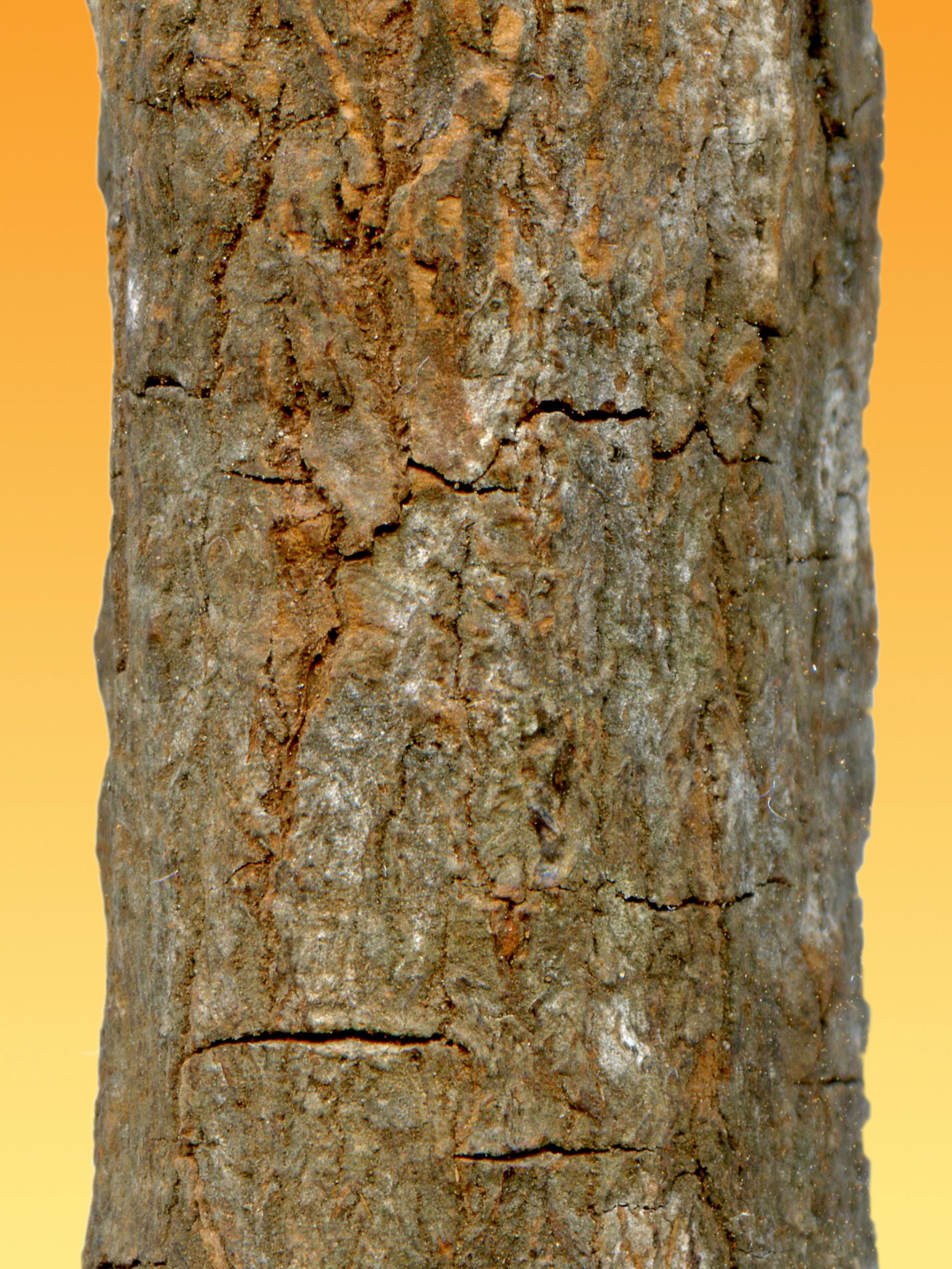

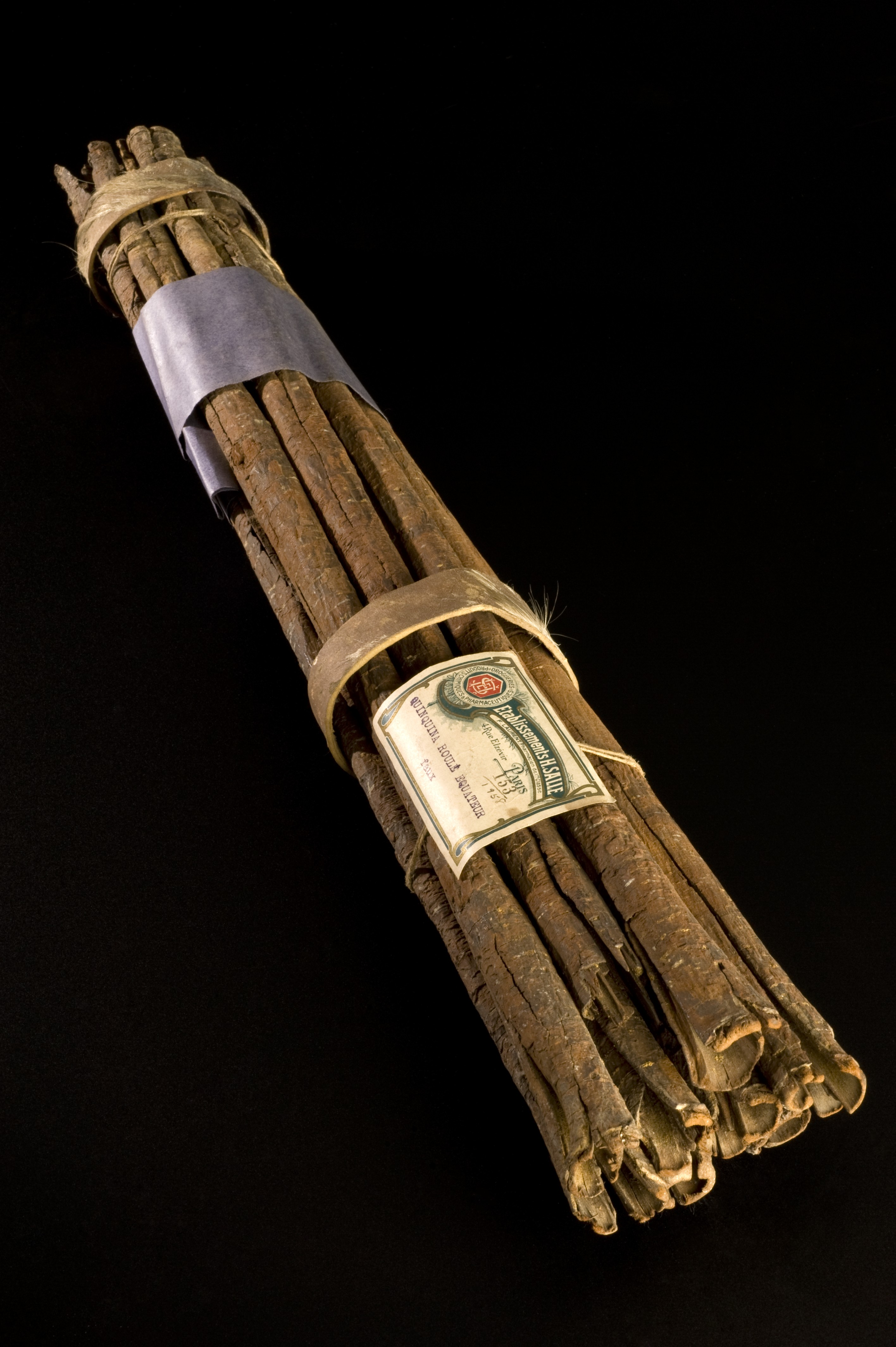

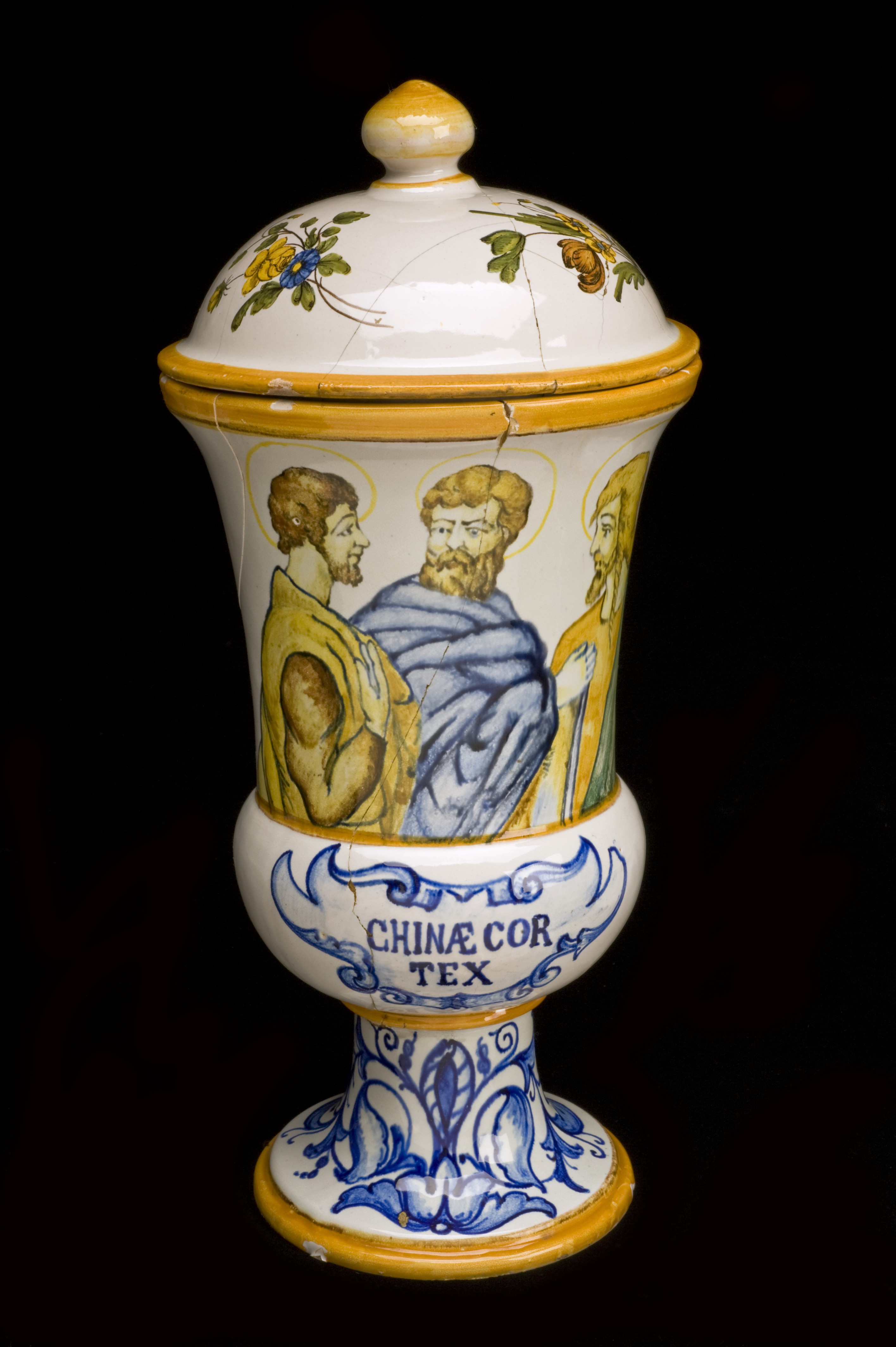

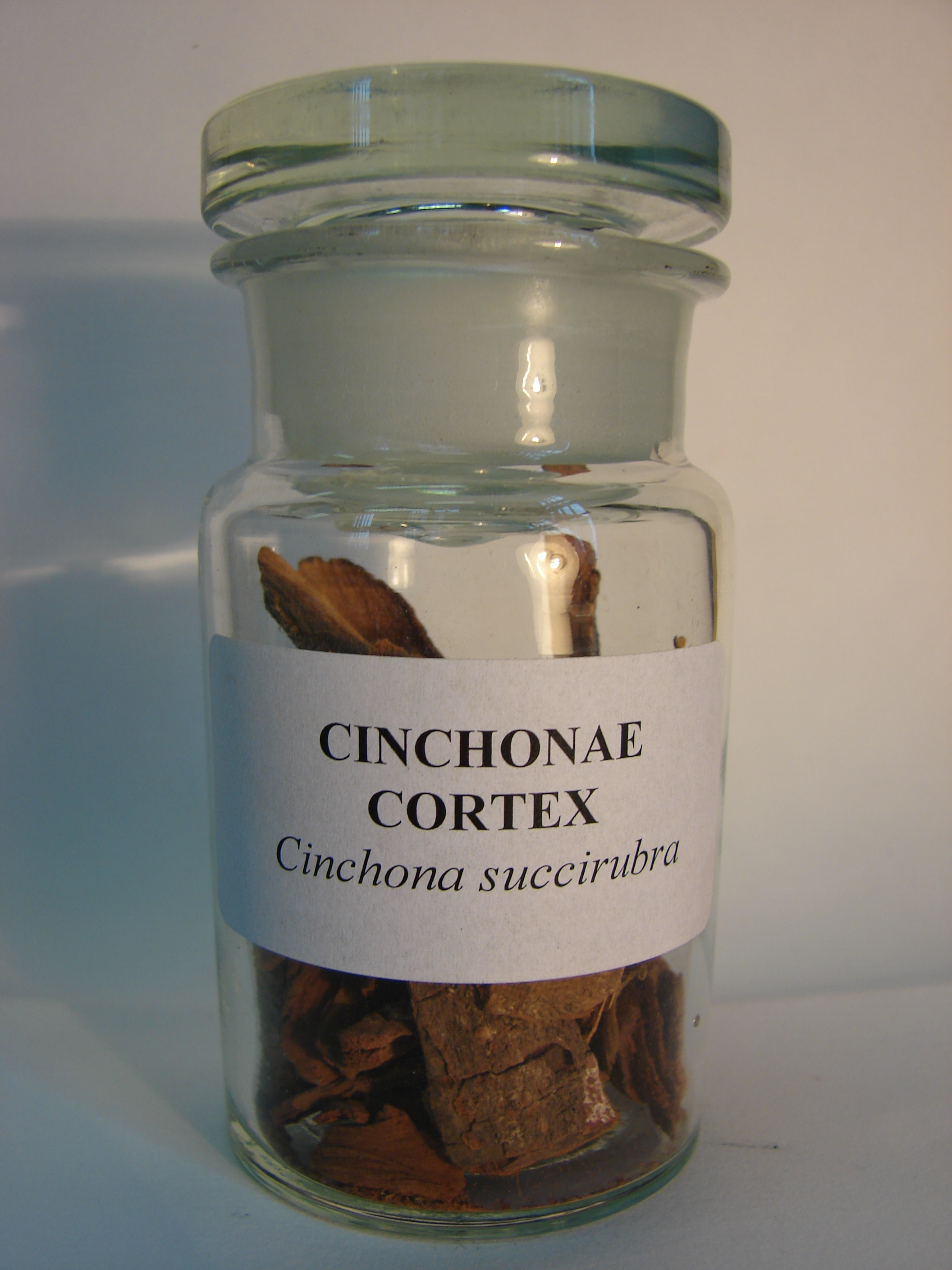

A kínafa kérgének jótékony hatását már az őslakók egyes törzsei is ismerték. J. Veddel francia természetbúvár 1848-as írása szerint ezek először a Malacatos faluban élő indiánok voltak. A nyirkos idő és az erősen változó hőmérséklet miatt a váltóláz gyakran halálos kimenetelű betegségnek számított, mely gyógyítására sok növényt kipróbáltak, így találták meg az egyetlen hatásos ellenszert nyújtó kínafát, melyet "Qua-hukku"nak, hidegrázás-reszketés fának neveztek és a kérgéből készült főzettel gyógyították a magas lázat. 
 La Fontaine volt aki először bemutatta Európában a rettegett malária akkor leghatékonyabb gyógyszerét. 
"Quinaquina" címmel verset is írt róla, melynek jelentése magyarul "kínafa".
A kínafa kérgének gyógyításra való felhasználásáról az 1630-as években íródott az első beszámoló. Az akkori megfigyelések szerint a keserű anyagok hatásosak voltak a láz ellen, a kínafa kérge pedig rendkívül keserű volt, ezért kezdtek kísérletezni vele a magas láz kezelésére.
Az európaiak 1638-ban használták először a fa kérgéből készült italt. 
Charles Marie de La Condamine volt az aki először vitt Európába kínafa magvakat és csemetéket és indián nevén quinq-quinának nevezte, azzal a legendával, ha a pumák maláriában megbetegednek, lehántják a fa kérgét és meggyógyulnak tőle. A legenda többszörösen is legenda volt, hiszen a másfél-három ezer méter közti magasságban, ahol a kínafa nő, nem élnek pumák, valamint sem ezek, sem más macskafélék nem betegednek meg soha maláriában.
P. Barba, a valladolidi egyetem professzora ír először könyvet a kínafáról, mely 1642-ben Sevillában, a gyógyszerről írt értekezések pedig Rómában 1659-ben, Antwerpenben 1659-ben és Genovában 1663-ban jelentek meg. 1679-ben Thomas Sidenheim angol orvos Genfben megjelent könyvében szintén ír a kínafa hatásosságáról. 
Lipót osztrák főherceg udvari orvosa Halfétius doktor viszont nem csak hatástalannak tartotta malária ellen, de kifejezetten károsnak mondta az egészségre.
A néhány ellenző véleménye ellenére hatalmas volt a kereslet a malária ellenes porra, a belőle származó haszon egyre nagyobb volt, ami egyre jobban növelte a protestánsok ellenszenvét a római egyházzal szemben. 
1658-ban Oliver Cromwell azért halt meg váltólázban, mert elveire hivatkozva elutasítja, hogy jezsuita porral próbálják meggyógyítani.
A malária gyógyításában az egyik legnagyobb hírnevet szerző ember Robert Talbot az angliai Essex grófságban patikussegédként dolgozó férfi volt, aki azt hirdette, hogy saját gyógyanyagot kísérletezett ki a rettegett betegség ellen. Először II. Károly udvarában gyógyított, majd Párizsban Condé hercegnőt, Jean-Baptiste Colbert és másokat is.
Talbot „arcanuma” 1679-ben XIV. Lajos életét is megmentette, aki ezért hálából 2000-, majd további 40.000 Lajos aranyat fizetett neki a szer összetételének elárulásáért, nemesi rangra emelte, valamint tíz évre a gyógyszer kizárólagos kereskedelmi jogát biztosította neki Franciaországban. Nagy meglepetés volt, mikor bevizsgálás után kiderült, a csodaszer nem más, mint a kinin. Ezután hivatalosan is gyógyszerré nyilvánították, az orvosok kezdték a betegeknek felírni, Pulviis cortiis chinae, azaz a kínafa kérgéből készült porként. Később a neve kininre, a fáé pedig kininfára egyszerűsödött. A fát Linné rendszertanában Cinchona officinalisként nevezi.
A kéreg behozatalát az európai országokban jelentősen növelték, de mivel hatalmas volt a kereslet, sorra jelentek meg az álgyógyítók, és kininnek eladtak mindenféle keserű port, általában fűzfakérget.
Szegeden, 1704-ben II. Rákóczi Ferenc is megbetegedett maláriában, de Magyarországon ekkor még nem ismerték a kinint. Pápai Páriz fűzfa-főzetével sikerült meggyógyulnia.
A kínafa első leírását 1737-ben Ch. M. La Condamine juttatja el a párizsi Akadémiához. A párizsi orvosok azonban még idegenkedtek az új szertől, mivel annak hatásmechanizmusa eltért az akkor megszokottól, mert diuretikus hatás nélkül is csillapította a lázat.
A kínaporra mégis olyan nagy a kereslet, hogy 1820-ra a dél-amerikai erdőket teljesen kiirtották, ezért 1852-ben holland telepesek Jáván kezdték el termeszteni.
Gize már 1816-ban tanulmányozta a kinin kivonását a kínafa kérgéből, de a tiszta kinin alkaloid kivonása csak 1820-ban sikerült két francia kémikusnak Pierre-Joseph Pelletiernek és Joseph Bienaimé Caventounak a cinkoninnal, kinidinnel és sok más alkaloiddal együtt, ezután már az izolált kinint árusították, mely a legfontosabb gyógyszerek egyike maradt még közel száz évig.
A kínaalkaloidok szintetikus előállításával az I. világháború idején, a nehéz drogbeszerzés miatt kezdtek komolyabban foglalkozni. Így jöttek létre a modern antimaláriás szerek, elsőként a primaquin.

## Jellemző vegyületek, hatóanyagok

Legfontosabb hatóanyagai a kinolinvázas alkaloidok, a kinin, a kinidin, a cinkonin a cinkonidin. Kis mennyiségben még indolvázas alkaloidokat is tartalmaz, valamint kínasavat, kávésav származékokat, triterpén-szaponinokat, cserzőanyagokat, nyomokban illóolajat. A cserzőanyagok katechin típusúak, könnyen polimerizálódnak, így képződik a kéreg vörös festékanyaga.
A kínakéregben a gyógyszeripar számára két jelentős vegyület található, a kinin és a kinidin. A kinidint a kiningyártás során visszamaradó anyalúgból nyerik ki, illetve fél szintézissel is előállítható a kininből.
Összalkaloid-tartalma legalább 6,5%, amelynek 30-60%-a kinintípusú.

## Felhasználása
A perui és bolíviai őslakosok már nagyon régóta használták a kínafa kérgét, nem csak lázcsillapításra, de megfázásra, hasmenésre, vérhasra és másnaposságra is.
A kéreg a lázon kívül fájdalmat is csillapít, érzéstelenítő, gyulladáscsökkentő, baktériumellenes, fertőtlenítő, ezért sebek, fekélyek, tályogok, véraláfutások, valamint izomgörcsök, influenza ellen, száj- vagy torokfertőzések kezelésére is használható. Vérszegénység, máj-, epehólyag és lép megbetegedések ellen is hatásos, a benne található alkaloidok és triterpének miatt a nyál- és az emésztőnedvek kiválasztását fokozza ezáltal javítja az emésztést és növeli étvágyat. 
A kinidin antiaritmiás gyógyszerként hatásos. 
A kinin-szulfát egyik leghatásosabb szer az éjszakai lábikragörcs csillapítása.
A kinin kinyerése a fa kérgének porrá őrlése, majd etanollal, vagy hígított sósav, glicerin, etanol és víz elegyével történik. Az így nyert kivonatban a kinintípusú alkaloidok aránya 30-60%.
Nagy részét az élelmiszeriparban, üdítőital (tonik), vagy vermutfélék előállításánál használják fel.
A kinin hatásossága a malária ellen klinikailag bizonyított, de  nemkívánatos mellékhatásai, valamint korszerűbb, biztonságosabb szerek megjelenésével alkalmazása már nagyrészt visszaszorult.
Egy ideje mesterségesen is előállítják, de a gyógynövényekkel gyógyító homeopátiában még mai napig is keresett növény.

## Nemkívánt mellékhatásai
A kínafa kéreg használata a szintetikus gyógyszerek megjelenésével folyamatosan háttérbe szorult, viszont a paraziták ellenálló képessége növekszik, így ezek a korábban hatásos szerek egyre jobban hatástalanokká válnak, ezért újra előtérbe kezd kerülni a kínakéreg használata.
A kéregben található kinin általános protoplazmaméreg, a vörösvérsejtekben lévő kórokozók sejtmembránjait károsítja, így pusztítva el azokat. Sajnos a kinin nem csupán a protozoont gátolja, ebből fakadnak a mellékhatásai.
A vérben lévő kórokozókat elpusztítja, a test egyéb részein lévőket viszont nem. Hosszú időn át tartó alkalmazása részleges-, vagy teljes süketséget okozhat.
Egyidejűleg használva, a véralvadásgátló szerek hatása fokozódhat. Láz, fokozott vérzékenység, bőrkiütések jelentkezhetnek.
A vérnyomás- és vércukorszint csökkenhet, trombózis alakulhat ki.

## Előfordulása gyógyszerkönyvekben
- Vörös kínafa fakéreg [Ph. Hg. VIII. - 01/2002:0174 (2004), Ph. Eur. 6. - 0174 (2008)]
- Vöröskínafa-kéreg standardizált folyékony kivonat [Ph. Hg. VIII. - 04/2006:1818 (2007)] (A drogot a vörös kínafa, a sárga kínafa, illetve ezek változatainak és hibridjeinek kérge adja.)
- Előfordulás vénymintagyűjteményben: Gutta stomachica (FoNo VII. - 2003)
- Előfordulás növényértékelő monográfiában: E-monográfia (fakéreg - 1990)[6]

1937-ben a Magyarországon törzskönyvezett 4512 gyógyszer közül 178 hatóanyaga volt a kinin, majd a 20. században helyét új maláriagyógyszerek és lázcsillapítók vették át.

## A nemzetségbe tartozó fajok
Cinchona nemzetségbe 252 tudományos növénynév tartozik, ezek közül az alábbi 26 az elfogadott fajnév.
- Cinchona antioquiae (L.Andersson)
- Cinchona asperifolia (Wedd.)
- Cinchona barbacoensis (H.Karst.)
- Cinchona × boliviana  (Wedd.)
- Cinchona calisaya (Wedd.)
- Cinchona calisaya wedd x pubescens vahl pro sp.
- Cinchona capuli (L.Andersson)
- Cinchona fruticosa (L.Andersson)
- Cinchona glandulifera (Ruiz & Pav.)
- Cinchona hirsuta (Ruiz & Pav.)
- Cinchona krauseana (L.Andersson)
- Cinchona lancifolia (Mutis)
- Cinchona lucumifolia (Pav. ex Lindl.)
- Cinchona macrocalyx (Pav. ex DC.)
- Cinchona micrantha (Ruiz & Pav.)
- Cinchona mutisii (Lamb.)
- Cinchona nitida (Ruiz & Pav.)
- Cinchona officinalis (Linné)
- Cinchona parabolica (Pav. in J.E.Howard)
- Cinchona pitayensis (Wedd.)
- Vörös kínafa (Cinchona pubescens) (Vahl)
- Cinchona pyrifolia (L.Andersson)
- Cinchona rugosa (Pav. in J.E.Howard)
- Cinchona scrobiculata (Humb. & Bonpl.)
- Cinchona villosa (Pav. ex Lindl.)

### A legismertebb fajtái
- Cinchona officinalis (sárga kínafa)
- Cinchona pubescens (vörös kínafa)
- Cinchona calisaya (A legnagyobb hatóanyag-tartalmú faj. Bolíviában a Caravaya tartományban (Titicaca-tó) volt őshonos).[5]

|  |  |  |